# Saeko Shimazu
Saeko Shimazu (島津 冴子?, Shimazu Saeko; Isehara, 8 settembre 1959) è un'attrice e doppiatrice giapponese.
È famosa soprattutto per aver lavorato nel doppiaggio delle quattro opere maggiori di Rumiko Takahashi, infatti ha interpretato Shinobu Miyake in Lamù, Sayako Kuroki in Maison Ikkoku, Kodachi Kuno in Ranma ½ e Abi-hime in InuYasha. Shimazu è attualmente una freelancer.

## Ruoli maggiori
- Shinobu Miyake in Urusei Yatsura (1981)
- Megumi Ayase in L'incantevole Creamy (1983)
- Oldna Poseidal in Jūsenki L-Gaim (1984)
- Bagi in Bagi, the Monster of Mighty Nature
- Four Murasame in Mobile Suit Z Gundam (1985)
- Yuri in Kate e Julie (1987)
- Shirasagi Yumiko in Digital Devil - Incarnazione Infernale (1987)
- Kodachi Kuno in Ranma ½ (1989)
- Kumiko Yoshiaki in Idol tenshi yōkoso Yōko (1990)
- Miz Mishtal in El Hazard
- Lihua in Kaiser Knuckle (conosciuto fuori dal Giappone come Global Champion) (1994)
- Voce narrante in Magic Knight Rayearth (1994)
- Akiko Natsume in Bannō bunka nekomusume (1998)
- Glycine Bleumer negli OAV e videogiochi di Sakura Wars
- Abi-hime in InuYasha (2000)
- Fortuna in Tales of Destiny 2 (2002)
- Kazane Tsukikage in Kensei:Sacred Fist